# Josep Solà i Sànchez
Josep Solà i Sànchez   (Mollet del Vallès, 18 d'agost de 1930 - Barcelona, 23 de març de 2009) fou un músic i compositor català.

## Biografia
Va començar els estudis de música amb el mestre molletà Àngel Catafau i continuà la seva formació al Conservatori Superior Municipal de Música de Barcelona, però l'abandonà i aprengué els fonaments de l'harmonia el mestre Joan Suñé i Sintes. Interessat en la música popular, destacà especialment en la composició de balls (Miniaturas, Abrilesco) i cançons (La luna se llama Lola, Bahía de Palma, Cada día te quiero más, Muchacha bonita, Muchas felicidades, etc.). Formà part de les orquestres de ball d'Eduardo Gadea i Lorenzo Gonzalez, fins que l'any 1958 funda la seva pròpia, anomenada Conjunto José Sola o José Sola y su orquesta. Va actuar a les principals sales balls de Barcelona (el Salón Rio, El Cortijo i Rigat) com també a les de Madrid (sala Pasapoga i el Castellana Hilton), obtenint-ne diversos premis com a millor orquestra de l'any. Des dels anys seixanta als vuitanta, moltes de les seves composicions foren interpretades per cantants i grups de música, com per exemple, Muchacha bonita de Los Sirex, No lo ves de Los Mustang, i també cançons d'Antonio Machín, José Guardiola, Ramon Calduch, entre d'altres.
L'any 1958 coneix a Juli Coll i Enric Esteva, director i productor de la pel·lícula Un vaso de whisky, que li proposen fer la banda sonora juntament amb Xavier Montsalvatge. La pel·lícula va tenir notable èxit, ja que va emprar per primer cop el jazz en una banda sonora d'un llargmetratge espanyol. A partir d'aleshores, compon una seixantena de bandes sonores de pel·lícules i curtmetratges, destacant-ne Fuego (1963), Premi Nacional del Sindicat de l'Espectacle, Jandro (1964), primer premi per la banda sonora al Festival Internacional de Cine de Acapulco, El mago de los Sueños (1966), Premi Nacional del Sindicat de l'Espectacle, Sharon vestida de rojo (1968), El apartamento de la tentación (1971), entre d'altres.
L'any 1960 comença a treballar a Ràdio Barcelona al programa de Joaquín Soler Serrano com a responsable de l'ambientació musical del programa, després ocuparà el mateix càrrec al programa de Luis del Olmo a Radio Nacional de España, i posteriorment, s'incorporarà a la plantilla de TVE l'any 1972. En aquesta etapa, va destacar com a director d'orquestra i compositor de música per a novel·les, sintonies i programes especials. Per altra banda, també és nomenat director musical dels segells discogràfics Columbia i Belter, i conseller de la Societat General d'Autors (SGAE) l'any 1968.
També destacà en la composició de la música simfònica, com per exemple Divertimento tonal, estrenada l'any 1999 al Palau de la Música Catalana, o Aires mediterranis; i com a prolífic compositor de sardanes, destacant-ne Mollet, Ciutat Pubilla (1992) o El campanar de Mollet, així com d'altres premiades al certamen Ceret-Banyoles, Impressions d'un viatge (2000), Les campanes de Sant Mori (2001), guanyadora de la 17a edició, El meu fillol (2001), Cirerers florits (2005), Joiosa vila d'Amer (2006), i La nina que riu i plora (2007). Va arribar a tenir registrades 749 obres musicals i fou impulsor del Premi de Composició de Sardanes de l'SGAE. A la Mostra de València de l'any 2000 se li atorgà el premi de La Palmera per la seva aportació a la música de cinema.
En l'àmbit local, va compondre l'himne del Club Bàsquet Mollet l'any 1955 amb motiu de la celebració del seu 25è aniversari. També va dedicar cançons a altres entitats del municipi: la Banda de Joves Músics de Mollet, els Castellers, les Colles de Ball de Gitanes, etc. Per aquest motiu, el Ple de l'Ajuntament va aprovar del 25 de gener de 2001 imposar-li la Medalla de la Ciutat pel reconeixement del seu treball. L'any següent se li va posar el nom d'una plaça al barri de Santa Rosa d'aquest municipi.

## Obres destacades[11]
- José Solá y su orquesta (1959)
- Evasión (1972)
- Mambos (1981)
- Clàssic per a cobla (1990)
- El mil·lenari de Mollet (2002)

### Bandes sonores
- A sangre fria (1959)
- Pyro... The Thing Without a Face (1963). Premi Nacional del Sindicat de l'Espectacle
- Jandro (1964). Premi per la banda sonora al Festival Internacional de Cine de Acapulco
- El Mujeriego (1963)
- El mago de los sueños (1966). Premi Nacional del Sindicat de l'Espectacle
- Sharon vestida de rojo (1968)
- El apartamento de la tentación (1971)